# Постум Коминий Аврунк
Постум Коминий Аврунк (на латински: Postumus Cominius Auruncus) e римски консул през 501 и 493 пр.н.е. Най-често се споменава само като Постумй Коминий. Той е единствен патриций от род Коминии.
През 501 пр.н.е. той е консул с Тит Ларций Флав. През 493 пр.н.е. е консул заедно със Спурий Касий Вецелин и е генерал във войната с волските. През 497 пр.н.е. освещава храма на Сатурн и през 488 пр.н.е. посреща с още четирима пратеници Кориолан.